# Anthologie de l'humour noir
L'Anthologie de l’humour noir est une anthologie établie par André Breton publiée pour la première fois en 1940. 

Il introduit chaque auteur retenu par une notice le situant dans le champ qu'il a lui-même défini dans une préface intitulée « paratonnerre » en hommage à un aphorisme de Lichtenberg retenu dans son choix de textes :
« Potence avec paratonnerre. »

## Historique

### Genèse du projet
Dès le début de l'année 1935 Breton fait part de son projet à Léon Pierre-Quint, responsable des Éditions du Sagittaire.

### Les différentes éditions
La première édition de 1940 est frappée par la censure du régime de Vichy et les premiers exemplaires n'en sont diffusés qu'à partir du milieu de 1945.
En 1950, les Éditions du Sagittaire proposent l'ouvrage dans un format tout à fait différent. Cette édition est revue par Breton qui supprime certains textes ou auteurs et en ajoute d'autres.
En 1966 est publiée l'édition définitive de l'anthologie chez Jean-Jacques Pauvert qui permet à Breton de diffuser enfin certains textes de Raymond Roussel dont l'éditeur Lemerre avait interdit la reproduction jusqu'alors.

### Sur l'expression «humour noir»
C’est chez Huysmans que l'expression apparaît pour la première fois, dans un autoportrait à la troisième personne signée A. Meunier et publiée en 1885 dans Les Hommes d’aujourd’hui, dans lequel l’auteur caractérise la marque de ses œuvres depuis Les Sœurs Vatard comme « une pincée d’humour noir et de comique rêche anglais». Breton semble toutefois être le premier à donner à l'expression « humour noir » le sens qu'elle possède désormais.

## Les auteurs de l'édition définitive de 1966
- Jonathan Swift
- D.-A.-F. de Sade
- Georg Christoph Lichtenberg
- Charles Fourier
- Thomas de Quincey
- Pierre-François Lacenaire
- Christian Dietrich Grabbe
- Petrus Borel
- Edgar Allan Poe
- Xavier Forneret
- Charles Baudelaire
- Lewis Carroll
- Villiers de l'Isle-Adam
- Charles Cros
- Friedrich Nietzsche
- Isidore Ducasse (Comte de Lautréamont)
- Joris-Karl Huysmans
- Tristan Corbière
- Germain Nouveau
- Arthur Rimbaud
- Alphonse Allais
- Jean-Pierre Brisset
- O. Henry
- André Gide
- John Millington Synge
- Alfred Jarry
- Raymond Roussel
- Francis Picabia
- Guillaume Apollinaire
- Pablo Picasso
- Arthur Cravan
- Franz Kafka
- Jakob van Hoddis
- Marcel Duchamp
- Hans Arp
- Alberto Savinio
- Jacques Vaché
- Benjamin Péret
- Jacques Rigaut
- Jacques Prévert
- Salvador Dalí
- Jean Ferry
- Leonora Carrington
- Gisèle Prassinos
- Jean-Pierre Duprey